# 山本紗也加
山本 紗也加（やまもと さやか、1987年9月19日 - ）は、日本の元歌手、元女優。石川県出身。
DreamおよびE-girlsの元メンバーである。夫はOfficial髭男dismのベーシスト楢﨑誠。

## 略歴
エイベックス・アーティストアカデミーのレッスン生時代にdream追加メンバーオーディションに合格。
2002年7月7日、dreamに加入。
2005年2月16日、山本サヤカ名義でアルバム『惜春』を発売、dreamの活動と並行してソロ活動を開始。
2008年、Dreamへのグループ名変更と同時に個人の名義もSayakaに変更。
2011年4月、E-girlsとしても活動を開始。
2012年3月7日、同月末をもってグループから脱退することを発表。同月31日、E-girlsの2ndシングル発売イベントにてDreamおよびE-girlsを脱退。

### グループ脱退後
山本紗也加名義で女優として活動を開始し、2018年まではトライストーン・エンタテイメントに所属していた。
2020年2月16日、Official髭男dismベース・サックスの楢﨑誠と結婚。楢﨑が同月24日に自身のラジオ番組内で発表した。

## 出演

### 舞台
- ミュージカル『薄桜鬼』沖田総司篇（2013年3月）- 雪村千鶴 役
- ミュージカル『薄桜鬼』HAKU-MYU LIVE（2014年1月）- 雪村千鶴 役
- 少年社中『ネバーランド』（2014年7月）- タイガー・リリー 役
- D3 PUBLISHER Presents『Anchor -大きな木の下で-』（2015年3月）- 草 役
- 音楽劇『恐るべき子どもたち』（2015年6月）- エリザベート 役
- ツラヌキ怪賊団 presents『ねぇ、ヒルガオが咲いてるよ。』（2015年8月）
- 舞台『拡がる世界の片隅で』（2016年5月 - 6月）
- ミュージカル『手紙』（2017年1月） - 検事 役
- ミュージカル『アニー』（2017年4月 - 5月、8月 - 9月、2018年4月 - 5月、2019年8月 - 9月） - リリー 役[6]

### ドラマ
- 遺留捜査 第3シリーズ 第6話（2013年5月22日、テレビ朝日）- 竹下友那 役
- 白衣のなみだ 第三部 使命（2013年6月3日 - 28日、東海テレビ）- 加藤舞 役
- ハクバノ王子サマ 純愛適齢期（2013年10月3日 - 12月26日、読売テレビ）- 菅原里奈 役
- 壮絶! 女のミステリー第3弾 強行犯係・魚住久江 〜ドルチェ2（2013年11月15日、フジテレビ）- 篠原沙希 役
- OV監督「宿題」笠原秀幸監督（2014年8月5日、フジテレビ）
- ハング（2014年、BeeTV）- 赤井美智代 役
- 月曜ゴールデン『伝説の監察医 オニグマの事件簿2』（2015年6月1日、TBSテレビ）- 新人刑事 役
- フジコ 第4話 - 第6話（2015年11月、Hulu）
- 闇金ウシジマくん Season3（2016年7月17日 - 、MBSテレビ）

### 映画
- 新宿スワンII（2017年） - アンナ 役

### CM
- トライグループ 家庭教師のトライ 「大人の家庭教師」（2013年1月）
- 日本ケンタッキー・フライド・チキン KentuchyランチBOX （2013年5月）
- Google Play Music 音楽のある生活・キャンプ篇（2016年8月）
- SUBARU Your story with Episode13/助手席篇（2016年9月）

### ミュージックビデオ
- lecca「ねがい」（2016年1月27日）

### ラジオ
- 大蔵ともあき『DJ Tomoaki's Radio Show!』 隔週コーナー「☆サヤカのソング・フォー・ザ・ドリーム☆」（2006年4月 - 2007年3月29日[7]、山本サヤカ、下北FM）

## 作品
山本サヤカ 名義

### アルバム
1. 惜春（2005年2月16日）
2. 線香花火（2005年9月14日）
3. つくしの言伝（2006年3月23日）

### シングル
1. 牡丹雪の降る街（2005年12月7日）